# Liaoning (1988)
Liaoning – pierwszy lotniskowiec Chińskiej Republiki Ludowej, w służbie od 2012 roku. Należy do radzieckiego projektu 1143.6, oznaczonego w Chinach jako Typ 001. Budowę okrętu rozpoczęto w 1985 roku dla marynarki wojennej ZSRR w ukraińskim Mikołajowie, pod nazwą „Riga”, a następnie „Wariag”. W związku z rozpadem ZSRR, nieukończony okręt został sprzedany firmie z Chin. Po przeholowaniu do Chin w 2002 roku, został przejęty przez marynarkę, która zdecydowała ukończyć go jako lotniskowiec, według zmodyfikowanego projektu. W 2012 roku, po kilkuletnim procesie wykończenia, wszedł do służby w Marynarce Wojennej Chińskiej Armii Ludowo-Wyzwoleńczej jako pierwszy chiński lotniskowiec. Nosi numer burtowy 16.

## Historia

### Budowa jako „Wariag”
W 1983 roku, wkrótce po rozpoczęciu budowy pierwszego klasycznego lotniskowca projektu 1143.5 dla marynarki radzieckiej (nazwanego „Riga”, następnie „Leonid Brieżniew”, ostatecznie „Admirał Kuzniecow”), klasyfikowanego jednak oficjalnie jako ciężki krążownik lotniczy, władze ZSRR postanowiły o budowie drugiego takiego samego okrętu. Otrzymał on początkowo również nazwę „Riga” (Ryga), lecz 19 czerwca 1990 roku przemianowano go na „Wariag” na pamiątkę m.in. krążownika z czasów wojny rosyjsko-japońskiej. Budowę prowadzono na tej samej pochylni czarnomorskiego zakładu nr 444 w Mikołajowie, pod numerem stoczniowym 106. Oficjalne położenie stępki miało miejsce w dniu zwodowania „Leonida Brieżniewa” 4 grudnia 1985 roku, po zwolnieniu pochylni – w tym dniu zmontowano na pochylni pierwsze wykonane już wcześniej sekcje kadłuba. W odróżnieniu od pierwszego okrętu, od razu na sekcjach dna zainstalowano kotły i turbiny parowe. Zastosowana metoda budowy tak dużych okrętów na pochylni, a nie w doku, była już wówczas ewenementem na świecie. Pierwotnie okręt budowano jako drugą jednostkę projektu 11435 (1143.5), lecz w czerwcu 1986 roku zdecydowano o wprowadzeniu do jego konstrukcji ulepszeń, przede wszystkim dotyczących wyposażenia elektronicznego, zmieniając oznaczenie projektu na 11436. Między innymi, niedopracowany kompleks wykrywania celów z radarem z antenami ścianowymi Mars-Passat zamieniono w projekcie na nowy kompleks Forum, opierający się na dwóch radarach trójwspółrzędnych z klasycznymi antenami Friegat-MA i radarze Podbieriezowik (zajmującym miejsce na szczycie nadbudówki, na dotychczasowym miejscu pojedynczego radaru Friegat-MA). Okręt od razu miał być przystosowany do bazowania będących w opracowaniu samolotów wczesnego ostrzegania Jak-44 o napędzie turbośmigłowym. Zmiany wymagały przeprojektowania ok. 150 pomieszczeń, głównie nadbudówki.
„Wariag” docelowo miał służyć we Flocie Oceanu Spokojnego i wejść do służby w 1993 roku. Kadłub wodowano 25 listopada 1988 roku. Ukończeniu okrętu przeszkodził jednak rozpad ZSRR i kryzys gospodarczy w republikach poradzieckich, połączony ze znaczną redukcją środków na obronność. Pod koniec 1991 roku zaprzestano finansowania budowy. Sytuacja dodatkowo skomplikowała się, gdyż stocznia w Mikołajowie znalazła się na niepodległej Ukrainie. Przez pewien czas budowa była jeszcze kontynuowana ze środków stoczni. Zakupem lotniskowca zainteresowane były niektóre inne państwa, w tym Chiny i Indie, lecz nie doszło wówczas do tego na skutek nacisków USA i Wielkiej Brytanii. Rosja wyrażała w 1993 roku chęć dokończenia okrętu dla swojej marynarki, lecz nie poszły za tym środki finansowe – sama marynarka rosyjska przy tym znajdowała się w latach 90. w głębokim kryzysie związanym z niedoinwestowaniem – i w końcu w marcu 1995 roku Rosja oficjalnie zrezygnowała z okrętu i przekazała prawa do niego stoczni w Mikołajowie za długi. Oceniano, że na jego dokończenie potrzeba było ok. 250 milionów dolarów. Już wcześniej 30 czerwca 1993 roku został on formalnie skreślony z listy okrętów Floty Oceanu Spokojnego. Rosja zażądała przy tym demontażu licznych zamontowanych już elementów wyposażenia i uzbrojenia, uznawanych za tajne. Gotowość okrętu sięgała wówczas 67,77%. Ukraina nie była zainteresowana dokończeniem budowy lotniskowca dla własnej floty, nie planując posiadania okrętów tej klasy ani nie mając na to środków, wobec czego stocznia zdecydowała sprzedać go za granicę, na warunkach złomu.

### Odholowanie do Chin i ukończenie okrętu

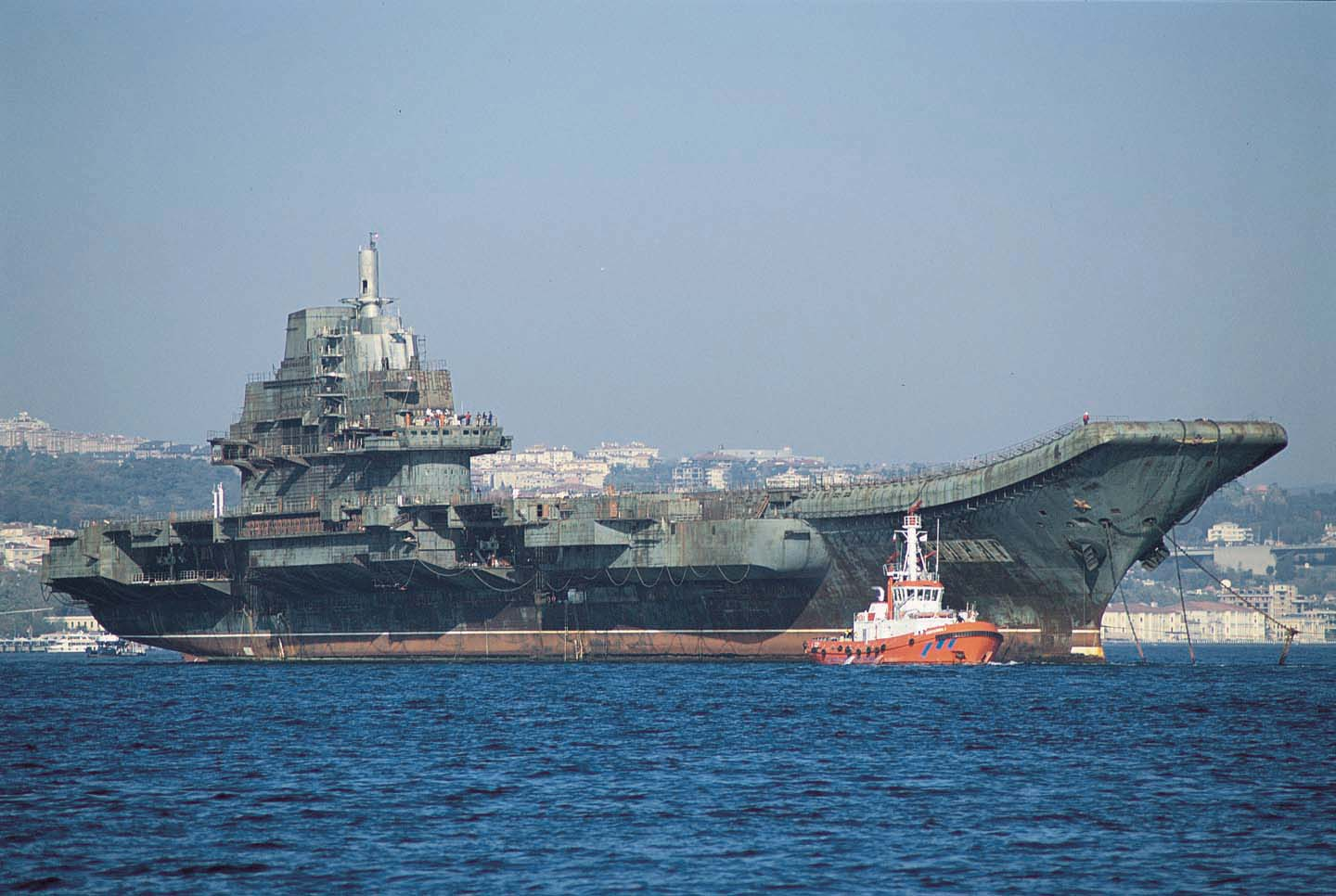
Nieukończony „Wariag” holowany przez Bosfor

Po przetargu przeprowadzonym w latach 1997–1998, nieukończony okręt sprzedano w 1998 roku za cenę 20 milionów dolarów (przewyższającą około czterokrotnie wartość złomu), chińskiej firmie Agencia Turistica e Diversoes Chong Lot Limitada, zarejestrowanej w Makau. Oficjalnie okręt został zakupiony w celu przebudowy na pływający kompleks hotelarsko-rozrywkowy, podobnie jak sprzedane wcześniej innym chińskim firmom dwa radzieckie wycofane ze służby krążowniki lotnicze typu Kijew. Przez pewien czas rozważano zlecenie przebudowy okrętu tej samej stoczni, lecz ostatecznie nie doszło do tego. 14 czerwca 2000 roku „Wariag” wypłynął z Mikołajowa, holowany przez holenderski holownik „Suhaili”, wspomagany przez inne jednostki. Z powodu braku zgody Turcji na przeholowanie przez Bosfor z uwagi na obawy co do bezpieczeństwa żeglugi, przez 16 miesięcy zespół krążył następnie po Morzu Czarnym, nie mogąc zakotwiczyć z powodu braku energii do obsługi urządzeń kotwicznych na pokładzie lotniskowca oraz zbyt słabych kotwic holowników. Dopiero 2 listopada 2001 roku zezwolono na przepłynięcie zespołu przez Bosfor, po zamknięciu go dla ruchu innych statków. Podczas sztormu na Morzu Egejskim 5 listopada zerwał się hol i okręt został nawet opuszczony przez załogę, lecz jeszcze tego dnia zdołano go odzyskać. Dawny „Wariag”, holowany wokół Afryki, 3 marca 2002 roku dotarł do chińskiego portu Dalian. Koszt holowania wyniósł 5 milionów dolarów.
Sprzedaż kadłuba okrętu nastąpiła oficjalnie dla celów cywilnych, jednakże lotniskowiec został w rzeczywistości przekazany marynarce wojennej Chin, która podjęła w stoczni Changxingdao w Dalian prace nad analizą konstrukcji i ewentualnych możliwości wykorzystania okrętu. Zakupiono także za 840 tys. dolarów jego dokumentację techniczną z biura Newskoje z Petersburga. Wcześniej wielu ekspertów podejrzewało, że za zakupem okrętu stały w istocie chińskie służby, a kupująca firma, utworzona niedawno przed tym, z niewielkim kapitałem, była podstawiona. Chińska marynarka nie miała wcześniej doświadczeń z lotniskowcami, poza analizą kilku wycofanych ze służby starszych okrętów, a jednocześnie wzrastające ambicje geopolityczne kraju powodowały konieczność wprowadzenia okrętów tej klasy. Spekulowano, że „Wariag” może zostać rozebrany w celu dokładnego poznania jego konstrukcji lub będzie służył jako obiekt treningowy bez napędu. Marynarka podjęła jednak decyzję o ukończeniu lotniskowca jako pełnosprawnego okrętu. W czerwcu 2005 roku ruszyły widoczne prace, gdy lotniskowiec został wprowadzony do suchego doku w Dalian i zakonserwowany oraz pomalowany na typowe jasnoszare barwy chińskich okrętów. W celu przetestowania rozmieszczenia wyposażenia, w 2009 roku zbudowano na lądzie w instytucie badawczym marynarki w Wuhan (ang. Wuhan Naval Research Institute) pełnowymiarową makietę pokładu i nadbudówki lotniskowca. Na przełomie lat 2009/2010 roku ponownie był dokowany, a od marca 2010 trwało jego wyposażanie. Dopiero jednak w 2011 roku Chiny oficjalnie poinformowały o zamiarze wprowadzenia dawnego „Wariaga” do służby.

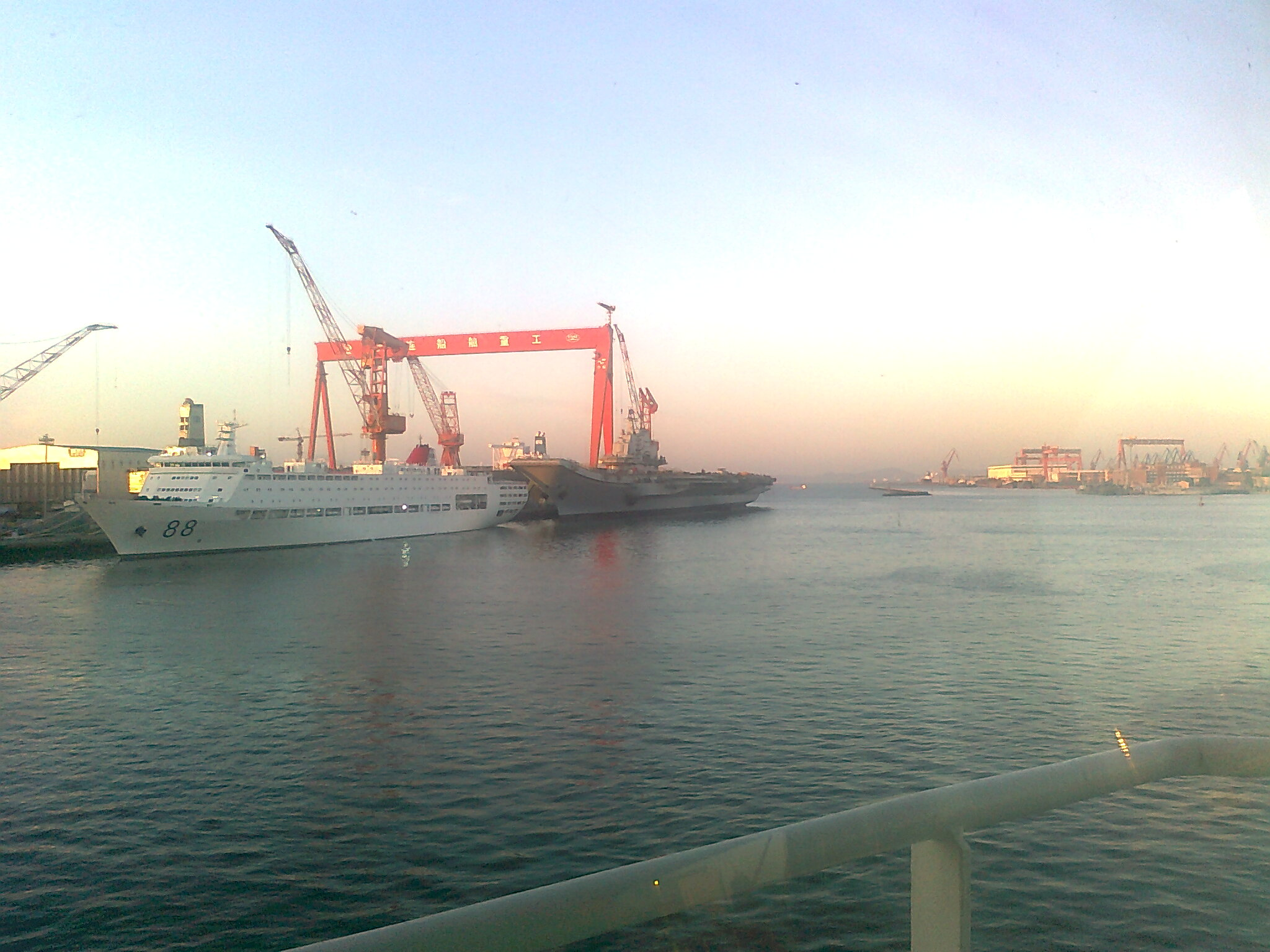
„Liaoning” podczas prac wyposażeniowych w Dalianie w 2011

Próby morskie lotniskowca rozpoczęły się 10 sierpnia 2011 roku. Informacje na temat okrętu ujawniane przez chińskie władze są jednak ograniczone i brak jest szczegółowych oficjalnych informacji o jego danych technicznych i wyposażeniu. Publikacje podawały, że lotniskowiec otrzymał w 2008 roku nazwę „Shi Lang” od XVII-wiecznego admirała, oraz numer burtowy 83, co nie znalazło ostatecznie potwierdzenia. 25 września 2012 roku okręt wszedł do służby w Marynarce Wojennej Chińskiej Armii Ludowo-Wyzwoleńczej pod nazwą „Liaoning”, z numerem burtowym 16, od nazwy prowincji, w której leży Dalian. 23 listopada 2012 na lotniskowcu miały miejsce pierwsze oficjalne doświadczalne lądowania i starty samolotów J-15 (jako pierwszy pilot Dai Mingmeng). Już wcześniej w 2011 roku lądowały na nim śmigłowce Z-8.
Ulepszoną kopię „Liaoninga” stanowi zbudowany już w Chinach lotniskowiec typu 001A „Shandong”.

## Opis

### Konstrukcja

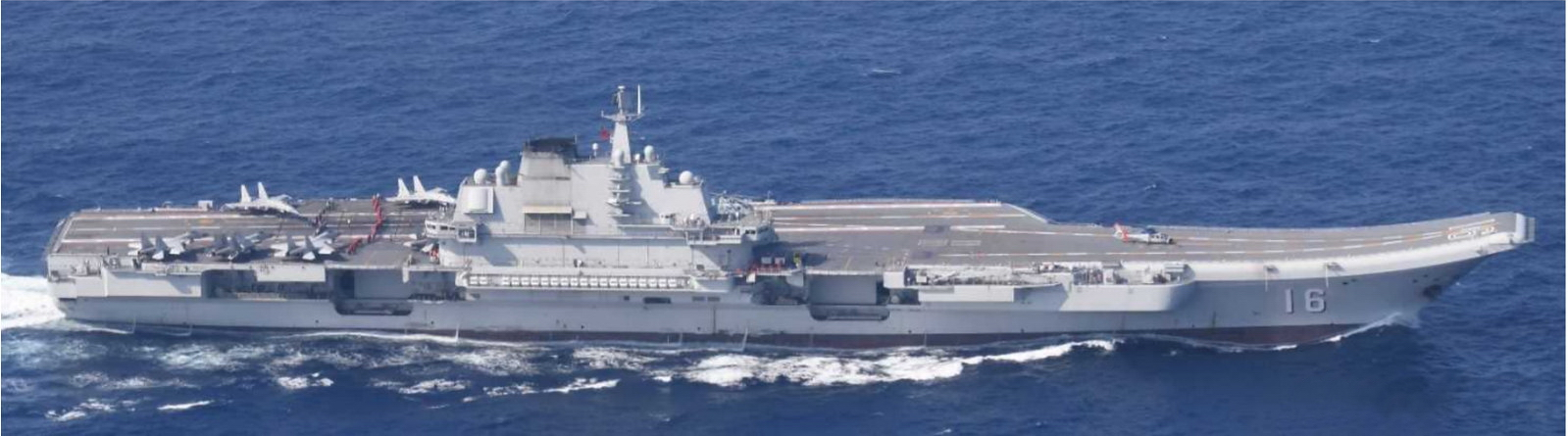
„Liaoning” w kwietniu 2021 r.

Szkic pokładu lotniczego „Admirała Kuzniecowa” z widocznymi pozycjami startowymi samolotów - analogicznie „Liaoning”, z wyjątkiem mniejszej liczby inaczej rozmieszczonych okrągłych stanowisk dla śmigłowców

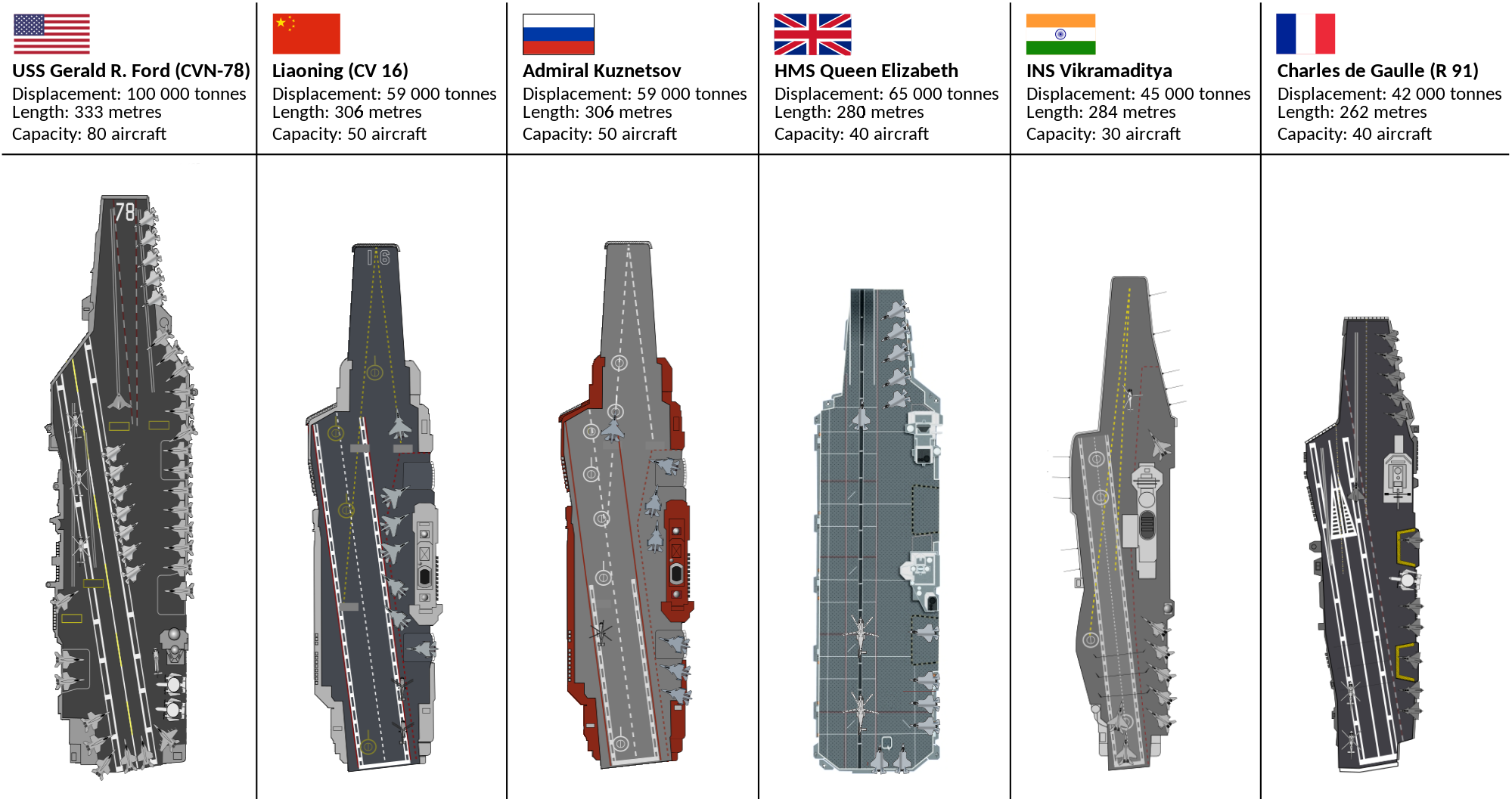
Porównanie współczesnych lotniskowców („Liaoning” drugi od lewej)

Konstrukcja okrętu jest analogiczna do półbliźniaczego rosyjskiego lotniskowca „Admirał Fłota Sowietskogo Sojuza Kuzniecow”. Zasadnicze różnice istnieją jednakże w zakresie zestawu uzbrojenia i wyposażenia, w tym wyposażenia radioelektronicznego, a co za tym idzie okręty różnią się także szczegółami nadbudówek i rozplanowaniem pomieszczeń. Dzięki rezygnacji z pierwotnie zaprojektowanego podpokładowego bloku wyrzutni pocisków przeciwokrętowych P-700 Granit-NK (o dyskusyjnej przydatności dla okrętów takiej klasy), udało się powiększyć miejsce pod pokładem na inne pomieszczenia. Hangar umieszczony pod pokładem lotniczym w oryginalnym projekcie miał powierzchnię 3980 m² i wymiary 153 × 26 × 7,2 m; nie wiadomo czy został powiększony.

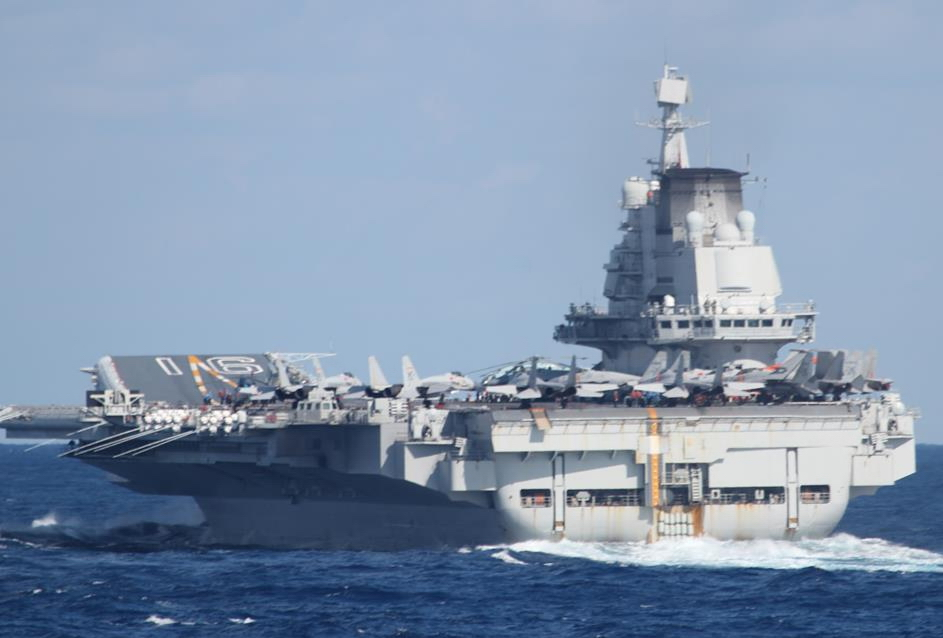
„Liaoning” od rufy w 2023 r.

Tak jak w pierwotnym projekcie, lotniskowiec nie posiada katapult, natomiast start jest wspomagany przez ukształtowanie pokładu dziobowego, wznoszącego się w postaci skoczni. Na pokładzie wyznaczone są trzy stanowiska startowe dla samolotów, z tego dwa znajdują się w części dziobowej, obok siebie – ich ścieżki do startu schodzą się w centralnym punkcie przedniej krawędzi skoczni (dla samolotów ze zredukowanym uzbrojeniem podwieszanym). Stanowisko numer 3 przeznaczone jest do startu samolotów z maksymalną masą startową i znajduje się pośrodku pokładu do lądowania, na lewej burcie. Wiążą się z tym ograniczenia co do asortymentu używanych samolotów (w chwili obecnej tylko J-15), a także ograniczenia masy przenoszonego przez nie uzbrojenia, względnie zapasu paliwa.
Wyporność standardowa okrętu oceniana jest na 55 000 t, pełna na 67 500 t. Długość całkowita kadłuba lotniskowca wynosi 306,45 m, szerokość między skrajnymi częściami pokładu 71,96 m. Przybliżona długość na linii wodnej wynosi 270 m, a zanurzenie 10,5 m. Spotykane są rozbieżne dane dotyczące szerokości na linii wodnej, od 30,5 m do 38 m.  Siłownia okrętu jest turboparowa, zachowana z oryginalnego projektu (brak jest pewnych informacji o wymianie siłowni). Parę wytwarza osiem kotłów parowych KWG-4. Napęd stanowią cztery turbiny TW-12-4 o mocy łącznej 200 000 KM, poruszające cztery śruby. Szacuje się, że zapas paliwa wynosi 13 tys. ton (większy niż na rosyjskim „Kuzniecowie”), lecz przy dziennym zużyciu szacowanym na 1100 ton zasięg okrętu bez wsparcia okrętów zaopatrzeniowych jest ograniczony.

### Uzbrojenie
Uzbrojenie okrętu jest znacząco słabsze, niż w oryginalnym projekcie, przeznaczone jedynie do samoobrony przeciw samolotom i rakietom na najmniejszych odległościach – co jest jednak standardem dla lotniskowców. Rozmieszczone jest w całości na czterech sponsonach, z czterech stron pokładu, poniżej jego płaszczyzny (na burtach w części dziobowej i rufowej). Główny element stanowią cztery 18-prowadnicowe wyrzutnie rakiet przeciwlotniczych bliskiego zasięgu FL-3000N. Zasięg pocisków wynosi ok. 9 km. Uzupełniają je trzy kierowane radarowo 11-lufowe rotacyjne zestawy artyleryjskie obrony bezpośredniej typu 1130 kalibru 30 mm (systemu Gatlinga), umieszczone po obu burtach na rufie i po prawej burcie na dziobie. Na rufowych sponsonach znajdują się także dwie 12-prowadnicowe wyrzutnie rakietowych bomb głębinowych kalibru 240 mm, służące przede wszystkim do obrony przeciw torpedom.

### Grupa lotnicza

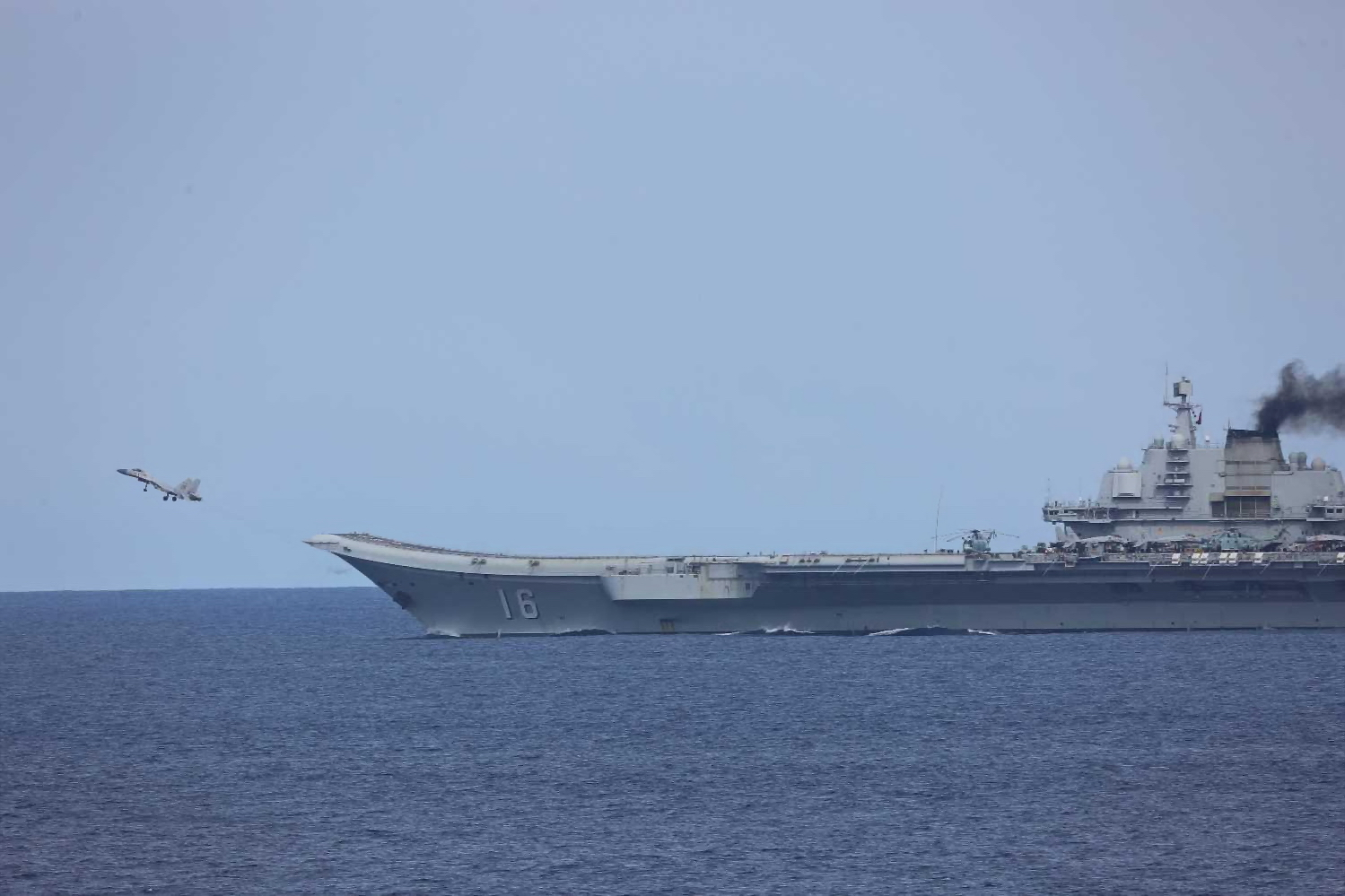
Start J-15 z „Liaoninga”

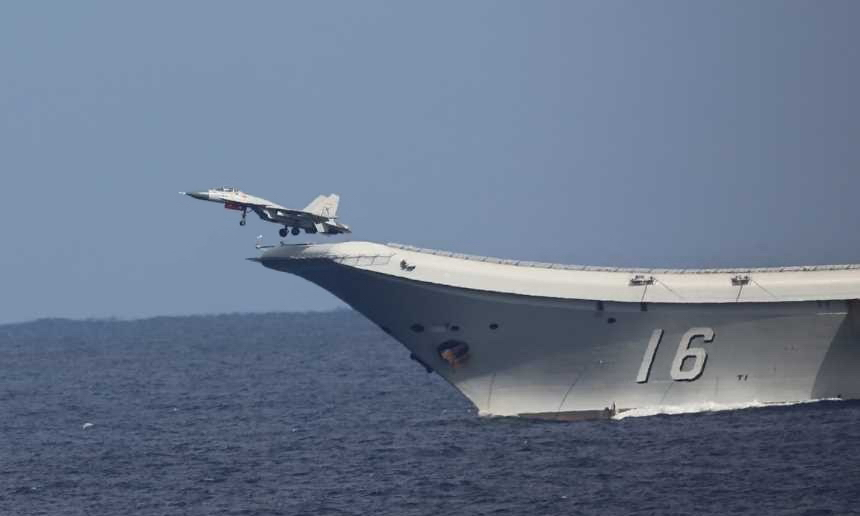
Zbliżenie startu J-15 z „Liaoninga”

Podstawowy składnik grupy lotniczej stanowią pokładowe myśliwce wielozadaniowe J-15, produkowane w Chinach, wywodzące się z konstrukcji licencyjnych myśliwców J-11 (Su-27SK) i stanowiące w istocie bezlicencyjną kopię rosyjskich myśliwców pokładowych Su-33. W skład grupy lotniczej wchodzą też ciężkie śmigłowce transportowe Z-8 (licencyjny francuski SA-321 Super Frelon) oraz rosyjskie śmigłowce wczesnego ostrzegania Ka-31, z rozkładaną anteną radaru pod kadłubem. W oryginalnym projekcie w hangarze mogło się mieścić ok. 50 statków powietrznych, w tym 26 myśliwców Su-27K (analogicznych pod względem rozmiarów do J-15) i 24 śmigłowce rodziny Ka-27. Chiński lotniskowiec ma podobne możliwości (pomijając mniejszą liczbę możliwych do zabrania śmigłowców Z-8 z uwagi na ich większe rozmiary), które nie są na razie wykorzystywane w pełni. Podawany bywa skład grupy lotniczej z 20 myśliwców J-15 i 10–14 śmigłowców, w tym nowszych typów Z-18J (wczesnego ostrzegania), Z-18F (zwalczania okrętów podwodnych) i Z-9D (poszukiwawczo-ratowniczy). Jest to trudne do precyzyjnego zweryfikowania z uwagi na niepodawanie oficjalnych informacji przez marynarkę Chin.

### Systemy
Zasadniczy komponent wyposażenia elektronicznego stanowi radar typu 348 z aktywnym skanowaniem fazowym, z czterem antenami ścianowymi umieszczonymi po czterech stronach nadbudówki (z przodu lewej ściany, z tyłu prawej ściany oraz na przedniej i tylnej ścianie). Na szczycie masztu znajduje się z kolei trójwspółrzędny radar dozoru powietrznego typu 382, z dwoma płaskimi antenami na obrotowej podstawie. W skład urządzeń walki radioelektronicznej wchodzą cztery 24-lufowe wyrzutnie celów pozornych typu 726, umieszczone po jednej na obu rufowych sponsonach oraz po dwie na pokładzie obok prawej ściany nadbudówki, a także dwie 16-prowadnicowe wyrzutnie na małym sponsonie na śródokręciu na lewej burcie.

## Służba
Po wejściu do służby, macierzystym portem lotniskowca stało się Qingdao. Przez pierwsze lata prowadzone było dalej szkolenie i próby, głównie na wodach Morza Żółtego. Wstępną gotowość operacyjną jednostka osiągnęła w 2012 roku, a o osiągnięciu gotowości bojowej władze poinformowały w listopadzie 2016 roku. Służy on jednak zasadniczo jako okręt doświadczalny, pozwalający na wypracowanie procedur operacyjnych i koncepcji użycia, a także jako jednostka szkoleniowa dla personelu, zwłaszcza pilotów, którzy będą pełnić służbę na nowych chińskich lotniskowcach (typu 001A i dalszych).

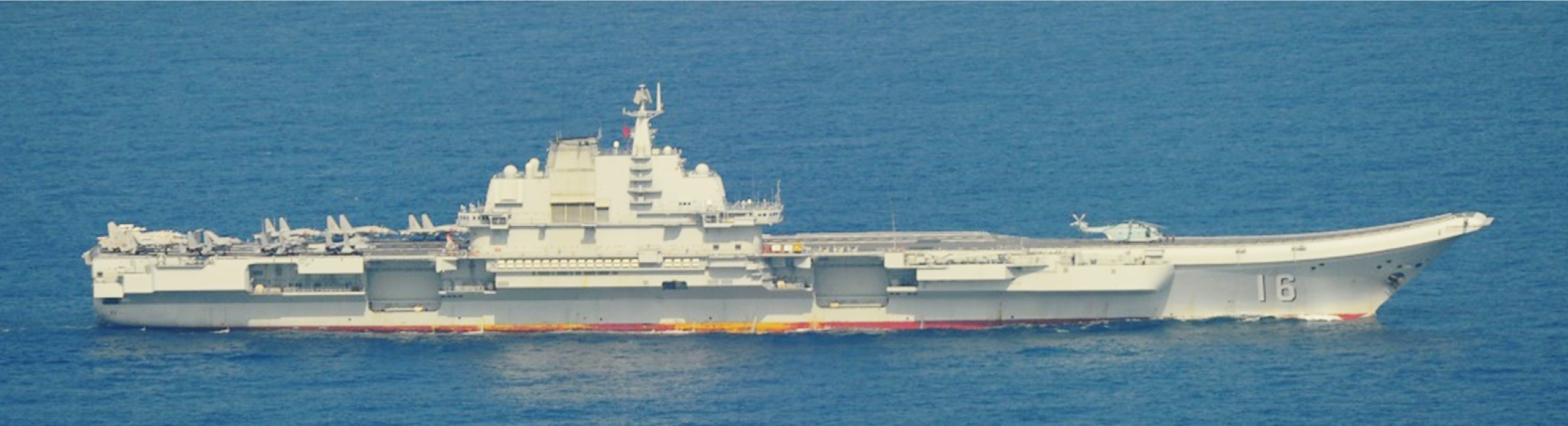
„Liaoning” w kwietniu 2018 r.

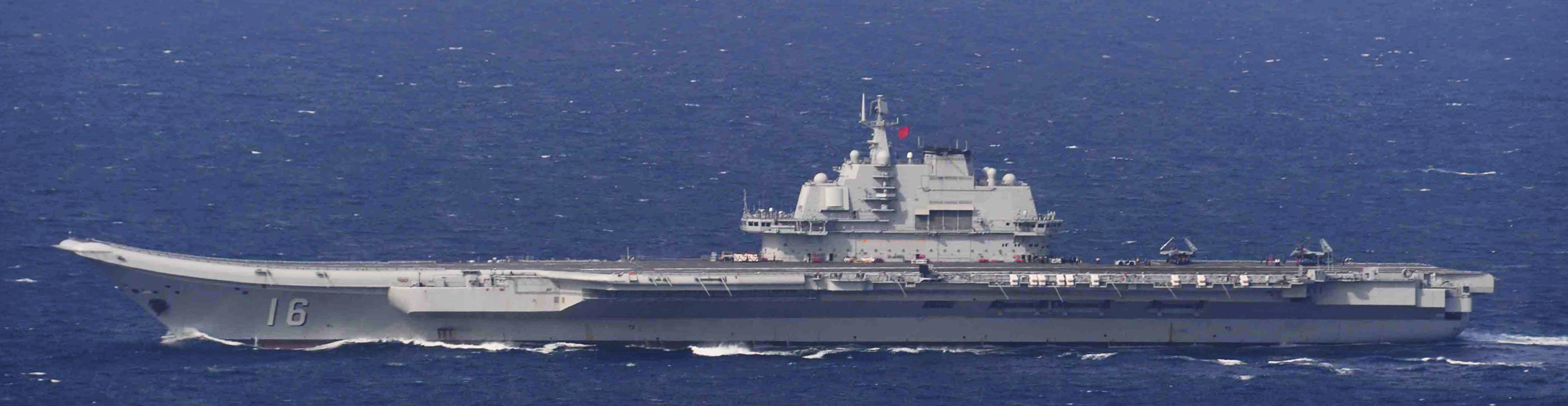
„Liaoning” w kwietniu 2020 r.

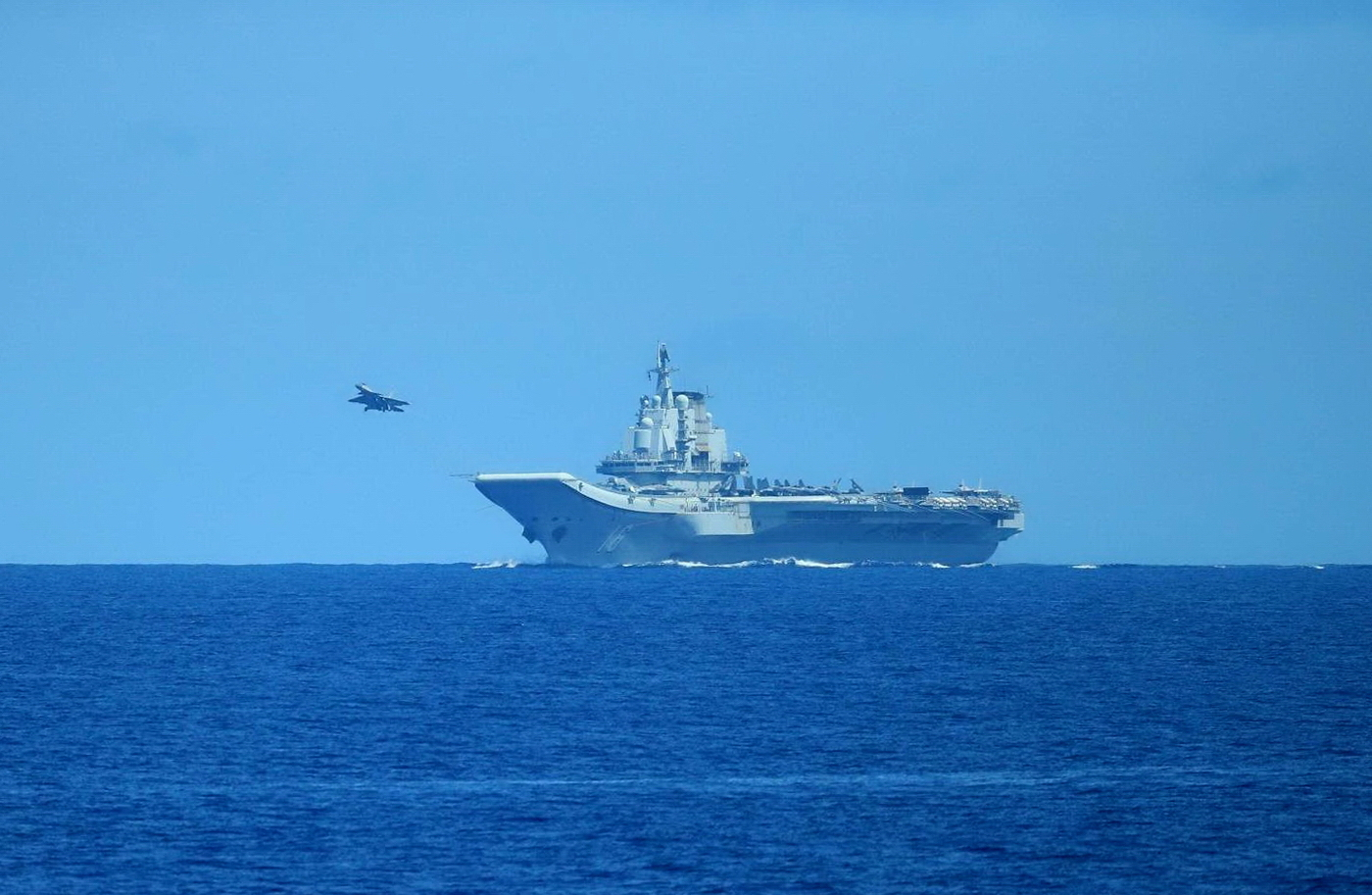
Ćwiczenia w maju 2022 r.

W listopadzie i grudniu 2013 roku „Liaoning” z eskortą po raz pierwszy odbył ćwiczenia na Morzu Południowochińskim, co wywołało dezaprobatę okolicznych państw, przede wszystkim Filipin i Indonezji, odbierających ćwiczenia jako prowokację w obliczu roszczeń terytorialnych Chin do wysp na terenie tego morza. Na pokładzie stacjonowały wówczas cztery myśliwce J-15, które wykonały ponad sto operacji powietrznych. W 2014 roku przeprowadzono kilkumiesięczny remont i przegląd wyposażenia okrętu w stoczni w Dalian. We wrześniu 2014 roku w mediach pojawiła się informacja, że dwóch lotników zginęło podczas prób lotniskowca, lecz władze zdementowały to, podając, że dwaj piloci eskadry zginęli wcześniej, bez związku z okrętem. W październiku 2014 roku doszło jednak podczas prób do bliżej nieujawnionej awarii kotłów parowych i chwilowej utraty mocy (warto zaznaczyć, że awaryjna siłownia była jedną z głównych bolączek oryginalnego rosyjskiego projektu 1143.5). Okręt uzyskał gotowość bojową w listopadzie 2016 roku.
W styczniu 2017 roku „Liaoning” z eskortującymi go okrętami przeprowadził serię ćwiczeń w rejonie Morza Południowochińskiego i powracając przeszedł przez Cieśninę Tajwańską, co wywołało zaniepokojenie państw regionu i przez część komentatorów zostało odebrane jako demonstracja siły. 7 lipca 2017 roku „Liaoning” zawinął do Hongkongu, gdzie został udostępniony do zwiedzania. Podczas ćwiczeń na Morzu Filipińskim w 2019 roku okręt po raz pierwszy zbliżył się do amerykańskiego Guamu.
W 2019 roku media chińskie ujawniły, że możliwa jest w przyszłości sprzedaż okrętu marynarce Pakistanu.

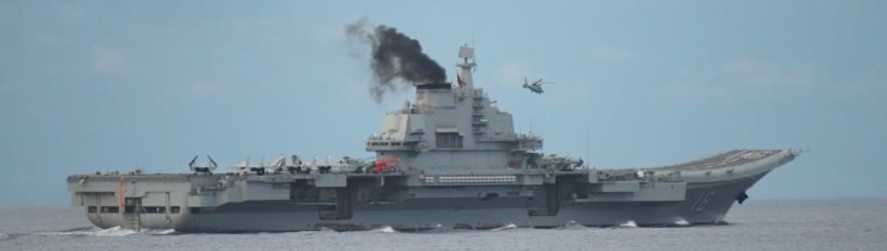
„Liaoning” we wrześniu 2024 r.

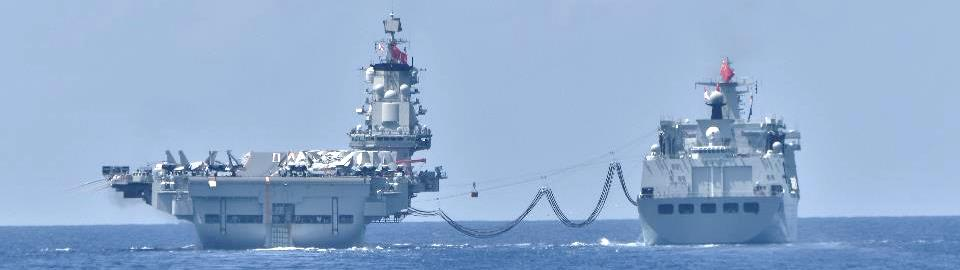
„Liaoning” pobierający zaopatrzenie z okrętu typu 901, październik 2024 r.

Na początku kwietnia 2021 roku grupa lotniskowca „Liaoning”, wraz z niszczycielem typu 055, dwoma niszczycielami typu 052D, fregatą typu 054A i okrętem zaopatrzeniowym typu 901 wypłynęła z Qingdao i przepłynęła przez cieśninę Miyako 180 km na południe od Okinawy na Morze Filipińskie. Następnie grupa chińska opłynęła Tajwan, śledzona przez amerykański niszczyciel rakietowy USS „Mustin” (DDG 89), powracając na Morze Południowochińskie, gdzie prowadziła ćwiczenia. W tym czasie na akwenie tym operowała też grupa amerykańskiego lotniskowca USS „Theodore Roosevelt” (CVN-71). W maju 2022 roku grupa „Liaoninga” prowadziła ćwiczenia na Morzu Filipińskim na południowy zachód od wyspy Okidaitō. Powtórzyła je w grudniu, po czym odbyła dalszy rejs na Pacyfik, docierając 24 grudnia w pobliże Guamu i powracając przez cieśninę Miyako 2 stycznia 2023 roku. Było to przedstawione jako demonstracja chińskich zdolności do obrony wobec USA; analitycy jednak kwestionowali faktyczną zdolność chińskiej grupy lotniskowcowej do przeprowadzenia zaskakującego ataku na Guam, oceniając jej przeżywalność daleko od własnych baz jako niską. W tym okresie na akwenie tym ćwiczenia prowadziła także amerykańska grupa lotniskowca USS „Nimitz”. W lutym 2023 roku okręt został skierowany na roczny remont, odzyskując gotowość operacyjną wiosną 2024 roku. W październiku 2024 roku został użyty podczas manewrów stanowiących demonstrację sił w pobliżu Tajwanu. Wówczas też doszło do pierwszych w historii marynarki chińskiej ćwiczeń połączonych grup lotniskowcowych z drugim lotniskowcem „Shandong”.
We wrześniu 2024 roku operował na Morzu Filipińskim.  W czerwcu 2025 roku oba lotniskowce chińskie znajdujące się w służbie („Liaoning” i „Shandong”) po raz pierwszy odbywały wspólne ćwiczenia na zachodnim Pacyfiku w ramach dużych manewrów chińskiej marynarki, poza pierwszym łańcuchem wysp wokół Chin, między Tajwanem, Japonią i Guam. W ich toku „Liaoning” ze swoją grupą obszedł Guam od wschodu i 7 czerwca był w pobliżu japońskiej wysepki Minami Tori-shima. Według analityków, na „Liaoningu” przechodziły wówczas próby samoloty J-15T w wersji przystosowanej do startu za pomocą katapulty (przewidziane dla lotniskowca „Fujian”).